# Oreste Mosca
Oreste Mosca (Napoli, 4 febbraio 1892 – Mercogliano, 31 ottobre 1975) è stato un giornalista e scrittore italiano; è considerato un pioniere del giornalismo economico italiano.

## Biografia
Nacque in una famiglia di artigiani ceramisti trasformatisi in imprenditori. Esordì nel giornalismo nel 1908 a sedici anni pubblicando articoli su periodici locali come Il Piccolo, L'Ora e L'Epoca. In gioventù espresse posizioni vicine alle correnti rivoluzionarie e socialiste, infatti nel 1911 si schierò contro la guerra libica.
Laureato in giurisprudenza e in lettere, allo scoppio della prima guerra mondiale fu ufficiale di fanteria e, dopo essere stato gravemente ferito, accettò di essere imbarcato come regio commissario sulle navi della marina mercantile. Trascorse gli anni della guerra viaggiando per i mari di tutto il mondo, acquisendo una approfondita conoscenza di popoli e paesi.
Sin dal primo dopoguerra si qualificò con la sua particolare specializzazione, quella economico-finanziaria, che lo mise in contatto con molti degli esponenti di maggior rilievo del mondo finanziario italiano e non.
Dopo la guerra, Mosca venne assunto nel 1919 come redattore economico dal quotidiano Il Mezzogiorno di Napoli, dove creò, per la prima volta in un quotidiano italiano, la pagina di vita economica e finanziaria (per lo stesso quotidiano fu poi inviato speciale). Nella sua ultracinquantennale carriera Mosca è stato di volta in volta collaboratore, redattore, capo-redattore, vice-direttore o direttore di vari giornali e riviste tra cui: Il Popolo d'Italia, Mezzogiorno, Il Mattino (tra 1924 e 1925), Il Popolo di Roma (dal 1926 al 1939), Costruire (collaboratore e poi direttore), Il Pungolo di Napoli, La Nazione e il Resto del Carlino. 
Licenziato dal Popolo di Roma, dove aveva raggiunto la carica di redattore capo, nel 1940 trovò lavoro all'EIAR come redattore al giornale radio; nel 1942 passò alla Direzione generale della stampa, presso il Ministero della cultura popolare.
Nella Roma liberata dagli anglo-americani, fu tra i fondatori del nuovo quotidiano Il Tempo (giugno 1944). Rimase al giornale romano fino al 1948, raggiungendo la carica di vicedirettore, poi passò 
al quotidiano economico Il Globo (di cui fu direttore dal 1948 al 1951). Dopo essere tornato al Tempo (1951-1955), dal 1956 al 1959 fu direttore del Corriere Mercantile di Genova.
La sua biblioteca, provvista di oltre 15.000 volumi, è stata donata alla biblioteca comunale di Follonica.

## Opere principali
- Nessuno volle i miei dollari d'oro
- Vita di Carlo Pisacane
- Volpi di Misurata
- Sul fiume delle amazzoni

### Racconti
- Il mio cuore in bacino
- Una beffa al Signore